# Biserica din Stroiești
Biserica din Stroiești este o biserică amplasată în Stroiești, Unitățile Administrativ-Teritoriale din Stînga Nistrului, Republica Moldova. Este un monument arhitectural de importanță națională inclus în Registrul monumentelor Republicii Moldova ocrotite de stat cu nr. 2044 (raionul Rîbnița). Datează de la înc. sec. XIX.